# Легенда о рыцаре (мультфильм, 2003)
«Эль Сид: Легенда о рыцаре» (исп. El Cid: La leyenda) — испанский полнометражный мультфильм о национальном герое Испании — Сиде Кампеадоре, более известном, как Эль Сид или Родриго.
Работа над фильмом длилась 3 года, его бюджет составляет 10 миллионов евро. Фильм был выпущен в Испании 19 декабря 2003 года, и за первую неделю кассовые сборы достигли 307 728 евро, ещё через неделю — 1 098 422, через месяц уже 2 340 000 евро.

## Сюжет
Действие происходит в средневековой Испании, в эпоху, когда христианские и мусульманские государства существовали бок о бок. Родриго беспечно живёт при царском дворе в Кастилии, подрастает вместе с принцем Санчо и тайно встречается с девушкой Хименой, дочерью генерала Гормаза. Однако беспечная жизнь молодого человека кончается, когда король Кастилии Фердинанд Великий умирает, на трон восходит Санчо, но его младшая сестра Уррака сама намеревается стать королевой, и для своей цели готова пойти на всё. После того, как отец Химены узнаёт о её отношениях с Родриго, он категорически отказывается признавать юношу и даже устраивает поединок, где случайно спотыкается и разбивается насмерть, в тот же момент Уррака подсылает убийцу, который расправляется с Санчо. Трон переходит к младшему принцу — Альфо́нсо VI, которым Уррака начинает манипулировать. Родриго намеренно обвиняют в убийстве полковника и изгоняют из Кастилии, лишив звания и титулов. Родриго начинает вести отшельнический образ жизни и становится свидетелем того, как мусульманские захватчики альморавиды во главе с тираном Бен Юсуфом покоряют королевства, продвигаясь на север. Он попадает в мусульманское государство Сарагосы, и помогает Ал-Мутамиду, сыну султана, отвоевать крепость Сарагосы, которую ранее захватили альморавиды. Так Родриго заручился поддержкой со стороны султана и был уполномочен командовать мусульманской армией, так он стал завоёвывать соседние королевства, отвоёвывать их у альмаравидов и среди мусульман стал известен как Сид. Однажды Родриго получает письмо от короля Альфонса, который вдруг сделал ему заманчивое предложение — объединить силы Кастилии и Сарагосы, чтобы сокрушить альморавидов.
На лицензионном DVD фильм выпустила фирма «CP Digital».

## Роли озвучивали
- Манель Фуэнтес — Родриго
- Санчо Грасия — Гормас
- Карлос Латре — Бен Юсуф
- Молли Малкольм — Уррака
- Наталия Вербеке — Химена

## Отзывы
Французский медиевист Жак Ле Гофф, сравнивая историческую фигуру Сида и его имагинарный образ в культуре, подметил, что этот герой, который при жизни воевал попеременно то на стороне христиан, то на стороне мусульман, в фильме Хосе Позо предстал как «рыцарь без страха и упрёка, отчаянный рубака, сражающийся с кровожадными маврами, презирающими все моральные правила и предводительствуемые бородатым командиром со зверской рожей».

## Награды
- Мультфильм получил премию Гойя как лучшее анимационное произведение 2004 года[4].
- XXI Московский Международный Фестиваль фильмов для детей и юношества: решением жюри Гран-при анимационному фильму «Легенда о рыцаре»[5].